# Francisco del Carmen Carvajal
Francisco del Carmen Carvajal est l'une des vingt-et-une municipalités de l'État d'Anzoátegui au Venezuela. Son chef-lieu est Valle de Guanape. En 2011, la population s'élève à 14 653 habitants.

## Géographie

### Subdivisions
La municipalité possède une seule paroisse civile et une parroquia capital, traduite ici par « capitale » (en italiques et suivie d'une astérisque) avec, chacune à sa tête, une capitale (entre parenthèses) :
- Sante Bárbara (Santa Bárbara) ;
- Capitale Francisco del Carmen Carvajal * (Valle de Guanape).